# Sainte-Hélène, Morbihan

Sainte-Hélène este o comună în departamentul Morbihan, Franța. În 1 ianuarie 2022 avea o populație de 1.298 de locuitori.